# Yunfeng Gao
Yunfeng Gao 云峰高 (* 1967) ist ein chinesischer Unternehmer aus Shenzhen und internationaler Investor.

## Leben
Yunfeng Gao hat 1990 sein Studium an der Beijing-Universität für Luft- und Raumfahrt im Fachbereich Flugzeugbau und angewandte Mechanik abgeschlossen. 2007 erwarb er an der Pekinger Universität den Master of Business Administration (MBA) im Fachbereich Betriebswirtschaftslehre.
Er war von 1990 bis 1992 als Lehrer an der Nanjing-Universität für Luft- und Raumfahrt beschäftigt. Von 1993 bis 1996 arbeitete er für das Unternehmen Hong Kong Han’s Co., Ltd. 1996 gründete er sein eigenes Unternehmen die Shenzhen Han’s Co., Ltd. 1999 reorganisierte er das Unternehmen und änderte den Namen in Shenzhen Han’s Laser Technology Co., Ltd. Das Unternehmen brachte er 2004 an die Börse in Shenzhen. Seitdem ist er Verwaltungsratspräsident und CEO. Das Kerngeschäft des Unternehmens mit 9'500 Mitarbeitern (Stand 2015) ist die Herstellung von Lasergeräten. Daneben ist Yunfeng Gao in China in Immobilien- und Tourismusprojekte investiert.
An der Universität Shenzhen wirkte er als Gastprofessor und am Harbin Institute of Technology als Teilzeitprofessor. Er ist Mitglied des ständigen Ausschusses der Stadt Shenzhen und hat in dieser Funktion das Vizepräsidium der General-Handelskammer inne.
Auf der Liste des amerikanischen Wirtschaftsmagazins «Forbes» der 400 reichsten Chinesen ist Gao im November 2017 auf Platz 291 aufgeführt mit einem geschätzten Vermögen von 1,33 Milliarden US$.

## Hotels in der Zentralschweiz
Von 2012 bis 2018 war Gao zu einem Drittel an dem Obwaldner Bau- und Immobilienunternehmen Eberli Sarnen AG beteiligt. Deren Tochterfirma Frutt Resort AG gehören auf Melchsee-Frutt die beiden Vier-Sterne-Hotels Frutt Lodge & Spa (eröffnet im Dezember 2011, Baukosten 40 Millionen Franken) und das im Dezember 2015 eröffnete Hotel Frutt Family Lodge, das 50 Millionen Franken gekostet hat. Beide Hotels sind durch einen unterirdischen Tunnel verbunden, der acht Millionen Franken gekostet hat. Auch das Restaurant und Hotel Gemsy, welches Gao im Frühjahr 2015 erworben hat, ist an den Tunnel angebunden. Weiterhin werden seit 2013 das Berggasthaus Tannalp und seit Herbst 2015 das Berghotel Bonistock von Tochterfirmen der Frutt Resort AG betrieben. Damit sind die Gastrobetriebe auf Melchsee-Frutt von der Eberli/Gao-Gruppe dominiert.
Gao hat 2011 das Hotel Europäischer Hof in Engelberg gekauft, ein denkmalgeschütztes Grand-Hotel im Jugendstil, das 1904 erbaut wurde. Seine Firma Han’s Europe AG renoviert das Hotel seit Herbst 2018 für 100 Millionen Franken zu einem 5-Sterne-Superior-Hotel. Das Hotel soll nach der Renovierung unter dem Namen «Kempinski Palace Engelberg» mit 129 Zimmern im Frühjahr 2021 wieder eröffnet werden, die Hotelführung soll die Kempinski Hotels S.A. übernehmen. Auch die beiden Hotels der Han’s Europe AG auf Melchsee-Frutt sollen dann von Kempinski betrieben werden.
Im Dezember 2015 kaufte Gao das Fünfsternehotel Palace Luzern in Luzern, das seit 2018 generalrenoviert wird. Gao sieht seine Investitionen in Hotels der Zentralschweiz als langfristiges Engagement.